# Zosima (Balin)
Zosima, imię świeckie Maksim Anatoljewicz Balin (ur. 3 grudnia 1975 w Omsku) – rosyjski biskup prawosławny.

## Życiorys
Ukończył szkołę średnią w Omsku, a także szkołę duchowną przy eparchii omskiej, gdzie uczył się w latach 1990–1992, będąc równocześnie hipodiakonem arcybiskupa omskiego Teodozjusza. W latach 1992–1994 uczył się w seminarium duchownym w Moskwie, natomiast przez kolejny rok żył w monasterze św. Nikity w Perejasławiu Zaleskim jako świecki pracownik. Od 1996 do 2001 r. kształcił się na Omskim Państwowym Uniwersytecie Pedagogicznym, natomiast od 2001 do 2004 r. był słuchaczem seminarium duchownego w Tomsku. 26 marca 2003 r. w cerkwi Kazańskiej Ikony Matki Bożej na terenie monasteru Zaśnięcia Matki Bożej i św. Aleksego w Tomsku złożył wieczyste śluby mnisze na ręce biskupa tomskiego Rościsława, przyjmując imię zakonne na cześć św. Zosimy Sołowieckiego. Ten sam hierarchia wyświęcił go na hierodiakona, co miało miejsce 4 grudnia 2003 r. w katedralnym soborze Objawienia Pańskiego w Tomsku. W 2004 r. został skierowany do służby w eparchii jużnosachalińskiej i kurylskiej początkowo jako misjonarz, a następnie jako etatowy duchowny w soborze Zmartwychwstania Pańskiego w Jużnosachalińsku. Tam też 5 kwietnia 2009 r. został wyświęcony na kapłana przez biskupa jużnosachalińskiego Daniela. 
W 2011 r. był kierownikiem oddziału służby więziennej w eparchii jużnosachalińskiej, służąc równocześnie w katedralnym soborze, cerkwi św. Jerzego w Ochotskim, cerkwi Zaśnięcia Matki Bożej w Malkowie oraz cerkwi św. Łukasza Krymskiego przy szpitalu kolejowym w Jużnosachalińsku. Jeszcze w tym samym roku przeszedł do służby duszpasterskiej w eparchii omskiej. 
W 2013 r. został przełożonym monasteru św. Mikołaja w Bolszekułaczym (eparchia omska), pełniąc także funkcję kierownika eparchialnego oddziału ds. monasterów i życia mniszego oraz dziekana monasterów. Od 2017 r. wykładał homiletykę w seminarium duchownym w Omsku, był także kapelanem na Omskim Państwowym Uniwersytecie Pedagogicznym.
28 grudnia 2018 r. został nominowany na biskupa azowskiego, wikariusza eparchii omskiej. W związku z tą decyzją otrzymał godność archimandryty. 8 stycznia 2019 r. przyjął chirotonię biskupią z rąk patriarchy moskiewskiego i całej Rusi Cyryla oraz innych hierarchów, w soborze Zaśnięcia Matki Bożej w Moskwie. 26 grudnia 2019 r. przeniesiony na katedrę magnitogorską.